# Dubianaclia quinquimacula
Dubianaclia quinquimacula là một loài bướm đêm thuộc phân họ Arctiinae, họ Erebidae. Loài này được Paul Mabille mô tả vào năm 1822. Chúng được tìm thấy ở Madagascar.

## Phân loài
- Dubianaclia quinquemacula quinquemacula
- Dubianaclia quinquemacula confusa Griveaud, 1969